# Massari (cantante)
Massari, pseudonimo di Sari Abboud (in arabo ساري عبّود; Beirut, 10 dicembre 1980), è un cantante libanese naturalizzato canadese.

## Biografia
Nato a Beirut, si è spostato a Montréal (Canada) quando aveva 10 anni. La sua carriera musicale è cominciata tra il 2001 ed il 2002 e ha adottato lo pseudonimo Massari, che in arabo levantino vuol dire "denaro". 
Ha pubblicato il suo eponimo album d'esordio nel 2005. Parla diverse lingue ossia inglese, arabo e francese. Nel novembre 2009 è uscito il suo secondo album in studio Tra i suoi brani più conosciuti vi sono Be Easy e Brand New Day.

## Discografia
Album
- 2005 - Massari
- 2009 - Forever Massari
- 2018- Tune In

EP
- 2015 - Hero

Singoli
- 2005 - Smile for Me (feat. Loon)
- 2005 - Be Easy
- 2006 - Real Love
- 2006 - Rush the Floor (feat. Belly)
- 2008 - Say You Love Me
- 2008 - In Love Again
- 2009 - Bad Girl
- 2009 - Body Body
- 2011 - Dance for Your Life
- 2012 - Full Circle (feat. Belly)
- 2013 - Shisha (feat. French Montana)
- 2014 - What About the Love (feat. Mia Martina)
- 2017 - So Long
- 2017 - Done Da Da
- 2017 - Number One (feat. Tory Lanez)
- 2018 - Roll with It (with Mohammed Assaf)
- 2018 - Why (with Shaggy)
- 2018 - Tune In (feat. Afrojack & Beenie Man)
- 2018 - Ya Nour El Ein (feat. Maya Diab & French Montana)
- 2019 - Albeh Nkasar
- 2020 - I See the Dream (Badna Salam) (with Ali Gatie)
- 2021 - Be Mine